# Abbaye Notre-Dame de Cormeilles
L'abbaye Notre-Dame de Cormeilles est une ancienne abbaye bénédictine située à Cormeilles (commune actuelle de Saint-Pierre-de-Cormeilles) dans l'Eure, dans le pays d'Auge en Normandie. Une grande partie de cet édifice est détruit en 1778. Seuls subsistent, aujourd'hui, le manoir de l'abbaye, les murs d'enceinte et le colombier.

## Fondation
L'abbaye Notre-Dame de Cormeilles est fondée en 1055 par Guillaume Fitz Osbern, ce dernier y est enterré en 1071 et, selon Orderic Vital, il s'agit de l'un des deux établissements religieux qu'il fait bâtir sur ses terres, l'autre étant l'abbaye Notre-Dame de Lyre. Elle est richement dotée par Fitz Osbern qui lui lègue des terres en Angleterre après la conquête normande.
Le tombeau de Guillaume Fitz Osbern fut remplacé par un plus moderne, où l'on voyait une statue de Guillaume, des armoiries de sable à un cerf d'or, et cette épitaphe : Cy gist Guillaume Fitz Osbern, comte de Breteuil et de Lincestre, fondateur de céans.
Le sceau de l'abbaye de Cormeilles portait la Vierge en buste, couronnée et voilée, bénissant de la main droite et tenant une fleur de lys de la gauche.

## Prieurés
Le prieuré de Chepstow dépendait de Cormeilles, Chepstow ayant été légué par FitzOsbern à l'abbaye,,. Une cellule de Cormeilles est également créée dans le prieuré de Newent, à Newent dans le Gloucestershire. Un autre prieuré dépendant de Cormeilles était situé à Shirehampton.[réf. nécessaire]

## Histoire récente
L'abbaye tombe en ruine à partir du XVe siècle. Après une série de travaux de reconstructions partielles, elle est abandonnée en 1778-1779.

## Liste des abbés

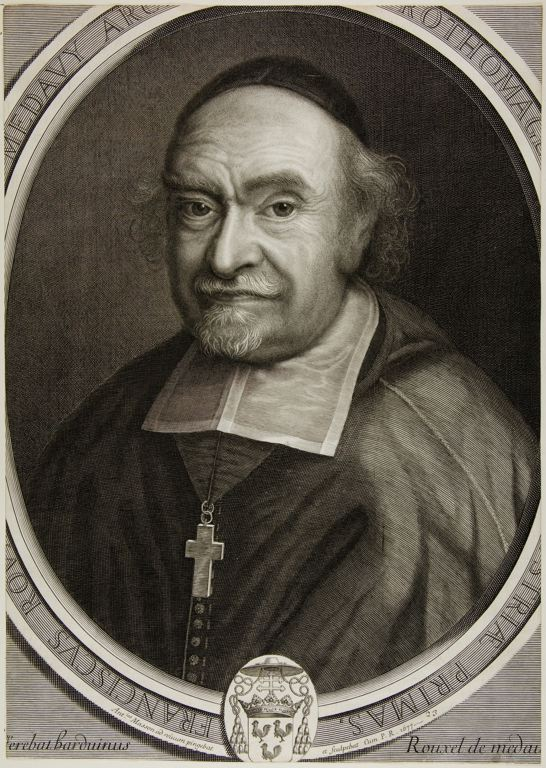
30. François Rouxel de Médavy.

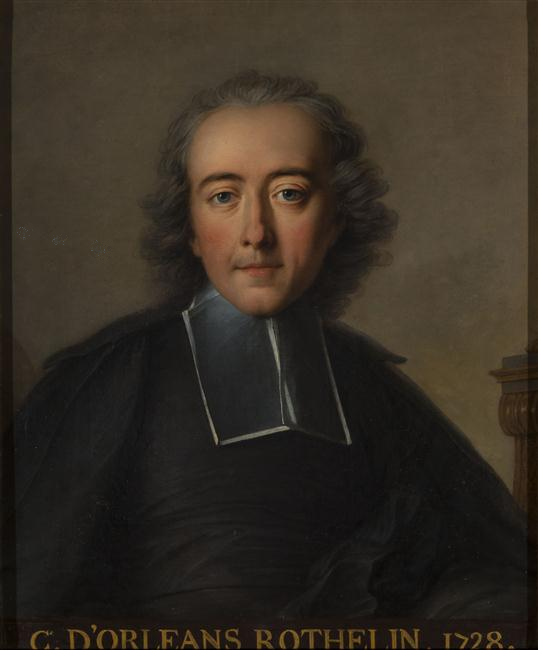
32. Charles d'Orléans de Rothelin.

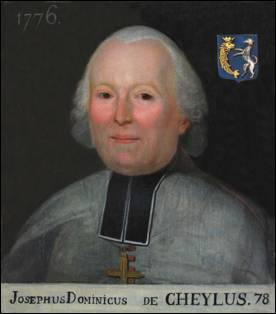
34. Joseph-Dominique de Cheylus.

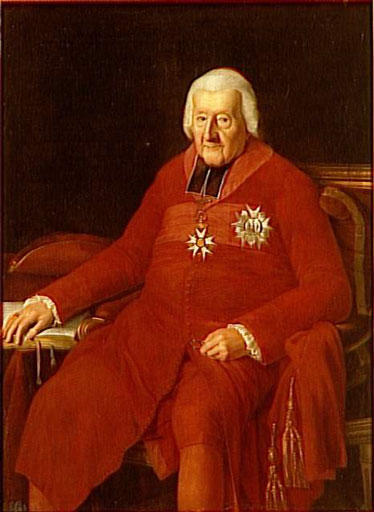
35. Jean-Baptiste de Belloy.

1. Osberne († 1066) 1060-1061. Moine de la Trinité-du-Mont, il est envoyé par l'abbé Rainier pour en devenir le premier prieur. Il devient en 1061 abbé de Saint-Évroult.
2. Robert ;
3. Gilbert 1061-1065/1071 ;
4. Guillaume Ier († 1109) av. 1070/1077-1109. Moine du Bec et disciple d'Herluin.
5. Benoît, moine du Bec.
6. Robert II de Saint-Pancrace († 1174) av. 1169-1174 ;
7. Hardouin ap.1174- ;
8. Durand av. 1198- , moine du Bec.
9. Abbé Etienne ;
10. Abbé Philippe ;
11. Abbé Guillaume II ;
12. Abbé Simon ;
13. Abbé Richard ;
14. Abbé Nicolas : en 1315 Hugues de Morainville donna aux religieux de Cormeilles la moitié des dîmes de la paroisse de Morainville ;
15. Guillaume de Chantecour ;
16. Robert Le Brument ;
17. Guillaume IV Bonnel[10], né à Cormeilles, assesseur au procès de Jeanne d'Arc ;
18. Jean Tesson ;
19. Abbé Constantin, fils de Jean de Segrie ;
20. Abbé Pierre (1499) ;
21. Étienne Blosset de Carrouges ;
22. Thomas de Clermont ;
23. Oger de Chambray ;
24. Jean des Serpens ;
25. Jean de Vassé ;
26. Benigne Leclerc de Fleurigny ;
27. Nicolas Quentin ;
28. Denis Rouxel de Médavy ;
29. François Rouxel de Médavy ;
30. François Rouxel de Médavy ;
31. Philibert Charles de Pas de Feuquières ;
32. Charles d'Orléans de Rothelin ;
33. Louis-Henri Fogasses de la Bastie ;
34. Joseph-Dominique de Cheylus († 1797), évêque de Tréguier, Cahors puis Bayeux ;
35. Jean-Baptiste de Belloy[11] obtint l'abbaye de Cormeilles en 1766.